# Will Baker
Will Baker (Austin, 31 december 2000) is een Amerikaans basketballer.

## Carrière
Baker speelde van 2019 tot 2021 collegebasketbal voor de Texas Longhorns, zijn tweede seizoen zat hij uit zonder te spelen. In 2021 maakte hij de overstap naar de Nevada Wolf Pack waar hij twee seizoenen starter was. In 2023 stelde hij zich kandidaat voor de NBA draft maar trok zich uiteindelijk terug. Hij speelde daarna nog een seizoen voor de LSU Tigers. In 2024 werd hij niet gekozen in de NBA draft maar speelde wel in de NBA Summer League voor de Detroit Pistons. Hij tekende daarna in de BNXT League bij de Antwerp Giants. Baker verliet de Giants om persoonlijke redenen in november 2024.
In december 2024 tekende hij bij de Iowa Wolves in de NBA G League.